# Deng Alor

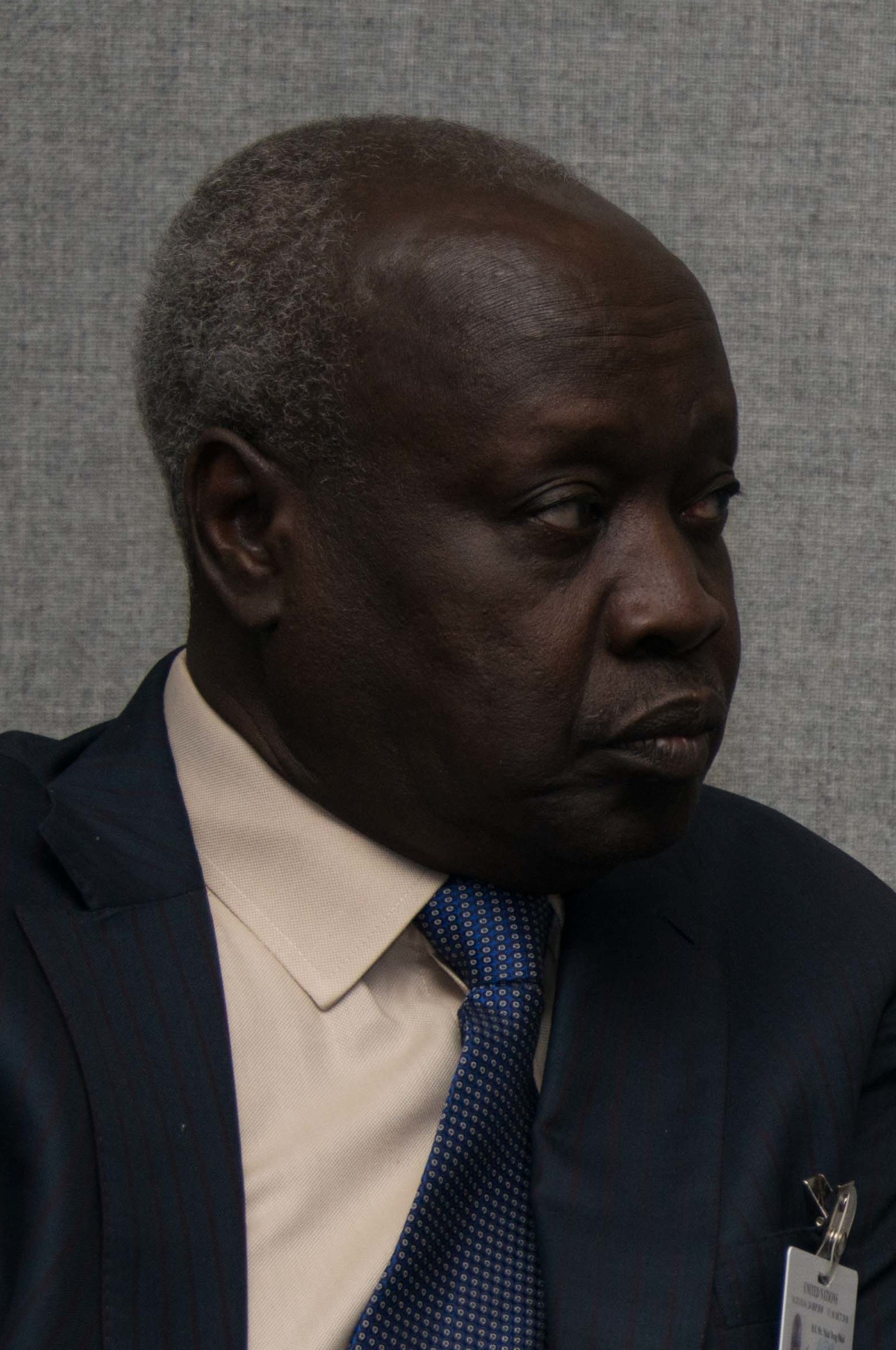
Deng Alor Kuol (2018)

Deng Alor (arab. دينق ألور) – południowosudański polityk wywodzący się z ludu Dinków. 17 października 2007 został nominowany przez Umara al-Baszira ministrem spraw zagranicznych Sudanu na miejsce Lama Akola. Decyzja ta wiązała się z chęcią zadowolenia przywództwa Ludowego Ruchu Wyzwolenia Sudanu, który uważał Lama Akola za zbytnio powiązanego z Partią Kongresu Narodowego (NCP).